# 津野田なるみ
津野田 なるみ（つのだ なるみ、1962年3月14日 - ）は、日本の女性声優。東京都出身。本名：角田 成美（読みは同じ）。Honey Rush所属。

## 来歴
専門学校東京アナウンス学院、テアトル・エコー附属養成所卒業。
以前はアーツビジョン、マウスプロモーション（2007年6月まで）に所属していた。

## 人物
音域はF - D。
『クレヨンしんちゃん』の売間久里代は原作者の臼井儀人から「こんなにぴったりな方がいるとは思わなかった」と絶賛され、登場頻度の少ないゲストキャラながらも一貫して担当し続けている。臼井とはテニスに出かけたこともあり、どちらも忘れられない思い出だという。

## 出演
太字はメインキャラクター。

### テレビアニメ
1990年
- RPG伝説ヘポイ（1990年 - 1991年、街の女、老婆、番兵、ガマゾネス隊長）

1991年
- OH!MYコンブ（試食花子、あんみつ小町）
- カラス天狗カブト（三太、祈祷師の老婆）
- ゲンジ通信あげだま（生徒、主婦B、男A）

1993年
- クレヨンしんちゃん（1993年 - 、売間久里代、女店員、太ったお姉さん 他）
- GS美神（お婆さん）
- しましまとらのしまじろう（ガメル、どんどん、ツーリン）
- それいけ!アンパンマン（スプレーくん、けいとだまん、しおぼうや〈2代目〉）

1996年
- 美少女戦士セーラームーンセーラースターズ（大気光 / セーラースターメイカー）

1997年
- フォーチュン・クエストL（リン）

1998年
- 超魔神英雄伝ワタル（カバ嫁）
- ふしぎなメルモ（リニューアル版）（メルモのおばさん、三郎）
- ロスト・ユニバース（スチュワーデスB）

1999年
- ゴクドーくん漫遊記（乙姫、ガルーダ）
- ベターマン（看護婦）

2000年
- ファーブル先生は名探偵（ジェシカ）

2003年
- 無人惑星サヴァイヴ（男子生徒）

2009年
- タユタマ -Kiss on my Deity-（多嘉山敏江）

2021年
- 名探偵コナン（坂巻鈴江）

### 劇場アニメ
2024年
- クレヨンしんちゃん オラたちの恐竜日記（売間久里代）

### OVA
- 暗黒神伝承 武神（1990年、美智子）
- ときめきメモリアル（1999年、伊集院レイ）
- Pia♥キャロットへようこそ!!2 DX（1999年、双葉涼子）
- ナコルル 〜あのひとからのおくりもの〜 郷里之畏友編（2002年、ヒババ）

### ゲーム
1994年
- ときめきメモリアル（伊集院レイ、沙希の母親）

1995年
- ときめきメモリアル 〜forever with you〜（伊集院レイ）

1996年
- Pia♥キャロットへようこそ!!2.5（双葉涼子）
- 美少女戦士セーラームーン セーラースターズ ふわふわパニック2（セーラースターメイカー）

1997年
- 私立ジャスティス学園 LEGION OF HEROES（鮎原夏）
- ときめきメモリアル ドラマシリーズ vol.1 虹色の青春（伊集院レイ、沙希の母親、ブティック店長）

1998年
- ゼウス カルネージハートセカンド（ベッチナ・カウニッツ）
- ときめきメモリアル ドラマシリーズ vol.2 彩のラブソング（伊集院レイ）
- 私立ジャスティス学園 熱血青春日記2（鮎原夏）

1999年
- ときめきメモリアル ドラマシリーズ vol.3 旅立ちの詩（伊集院レイ）

2000年
- スーパーロボット大戦α / for DC（2000年 - 2001年、モルク・ラプラミズ） - 2作品
- 燃えろ!ジャスティス学園（鮎原夏）

2006年
- ファイナルファンタジーXII（ヴェーネス）

2009年
- タユタマ -Kiss on my Deity-（多嘉山敏江） - Xbox 360版

2011年
- クレヨンしんちゃん 宇宙DEアチョー!? 友情のおバカラテ!!
- トロピコ4（女大統領、ブリュンヒルデ）

### ドラマCD
- ときめきメモリアルドラマシリーズ（伊集院レイ）
  - ときめきメモリアル 虹色の青春 forever Vol.3
  - ときめきメモリアル 彩のラブソング with you vol.1 - 5
  - ときめきメモリアル 旅立ちの詩 so long 藤崎詩織1、2

### 吹き替え

#### 映画
- アビス（リサ・“ワンナイト”・スタンディング〈キンバリー・スコット〉）※フジテレビ版
- エクソシスト3（トーマス）※フジテレビ版
- エド・ウッド
- LA大震災（ブラッド）
- ジョン・グリシャムの依頼人（レイフ）
- 大火災（ボビー）
- ダイ・ハード3（ジェーン〈シャロン・ワシントン〉）※フジテレビ版
- ビック（シンシア、ジョーイ）※テレビ東京版
- ピノキオ（ランプウィック）
- ビーン（ケヴィン・ラングレー〈アンドリュー・ローレンス〉）※フジテレビ版
- ボディガード（フレッチャー・マロン〈デヴォーン・ニクソン〉）※フジテレビ版
- ラスト・アクション・ヒーロー（市長〈ティナ・ターナー〉）※フジテレビ版（デラックスエディションBlu-ray収録）

#### ドラマ
- 7人の検事（デイビス夫人）
- 7デイズ/時空大作戦（パーカー〈少年時代〉）
- 二キータ2（ジェンナ）※ABC版（BD・DVD収録）
- ハイ・インシデント/警察ファイルJ
- ピケットフェンス〜ブロック捜査メモ（マシュウ・ブロック〈ジャスティン・シェンカロー〉）

### 特撮
- ビーロボカブタック（1997年、AP717の声）
- ビーロボカブタック クリスマス大決戦!!（1997年、AP717）
- 星獣戦隊ギンガマン（1998年、メドウメドウの声）

## ディスコグラフィ

### キャラクターソング
| 発売日         | 商品名                                                                 | 歌                                                 | 楽曲                                             | 備考                                                           |
| -------------- | ---------------------------------------------------------------------- | -------------------------------------------------- | ------------------------------------------------ | -------------------------------------------------------------- |
| 1996年7月20日  | 流れ星へ                                                               | スリーライツ                                       | 「流れ星へ」 「とどかぬ想い -my friend's love-」 | テレビアニメ『美少女戦士セーラームーンセーラースターズ』挿入歌 |
| 1996年10月19日 | 力を合わせて                                                           | 大気光（津野田なるみ）                             | 「力を合わせて」                                 | テレビアニメ『美少女戦士セーラームーンセーラースターズ』関連曲 |
| 1998年3月27日  | ときめきメモリアル ボーカル・ベスト・コレクション6〜FINAL〜            | 伊集院レイ（津野田なるみ）、古式ゆかり（黒崎彩子） | 「Double Bubble 時代」                           | ゲーム『ときめきメモリアル』関連曲                             |
| 1999年12月23日 | ときめきメモリアル ボーカル・ベスト・コレクション アンコールスペシャル | 伊集院レイ（津野田なるみ）                         | 「透明な仮面」                                   | ゲーム『ときめきメモリアル』関連曲                             |

### ユニットメンバー
1. ↑  星野光（新山志保）、大気光（津野田なるみ）、夜天光（坂本千夏）